# Deropeltis gracilis
Deropeltis gracilis es una especie de cucaracha del género Deropeltis, familia Blattidae.

## Distribución
Esta especie se encuentra en Namibia, Sudáfrica y Zimbabue.